# トルナヴァ - セレヂ線
トルナヴァ - セレヂ線（スロバキア語: Železničná trať Trnava – Sereď）は、スロバキア国鉄の鉄道線の名称である。路線番号は133。
1846年に開業した。事実上、1883年に開業したガランタ - レオポルドフ線のセレヂ以南と一体運用されており（セレヂ以北は休止中）、本頁では便宜上両者をまとめて記載する。

## 運行形態
- ガランタ - トルナヴァ - ブラチスラヴァ・ノヴェー・メスト
全て各駅停車のみ、1時間に1本の運行。ただし午前中には2時間運転されない時間帯もある。平日はトルナヴァ以西120号線に直通するが、休日はトルナヴァ発着となる。また6月以降、平日深夜に、トルナヴァ → ガランタ → シャリャの列車が片道1本運行される予定で、130号線に直通する。
2018年以前は、全列車がトルナヴァ発着で、120号線に乗り入れていなかった。トルナヴァでは、半数強が120号線ブラチスラヴァ方面と接続していて、ガランタ行の列車は120号線特急から、トルナヴァ行の列車は120号線普通に接続していた。

## 駅一覧
以下では、スロバキア国鉄133号線の駅と営業キロ、停車列車、接続路線などを一覧表で示す。なお、全て各駅停車である。
| 路線名 | 駅名                                     | 駅間営業キロ | 累計営業キロ | 接続路線                                           | 所在地       | 所在地       |
| ------ | ---------------------------------------- | ------------ | ------------ | -------------------------------------------------- | ------------ | ------------ |
| 133    | ガランタ駅                               | -            | 12.4         | 130号線                                            | トルナヴァ県 | ガランタ郡   |
| 133    | ガーニ駅                                 | 6.3          | 6.1          |                                                    | トルナヴァ県 | ガランタ郡   |
| 133    | セレヂ駅                                 | 6.1          | 0.0          |                                                    | トルナヴァ県 | ガランタ郡   |
| 133    | クリジョヴァニ・ナド・ドゥドヴァーホム駅 | 6.8          | 6.8          |                                                    | トルナヴァ県 | トルナヴァ郡 |
| 133    | トルナヴァ駅                             | 7.4          | 14.2         | 120号線（ブラチスラヴァ方面、コシツェ/ズベヒ方面） | トルナヴァ県 | トルナヴァ郡 |